# 納賽爾·朱達
納賽爾·朱達（英語：Nasser Judeh，1961年—），約旦外交官及政治家。1982年他在美國乔治城大学的埃德蒙·A·沃尔什外交服务学院的國際政治、法學及組織专业毕业，並是贝鲁特美国大学硕士。朱達曾為約旦皇室工作、電台及擔任政府發言人等等。朱達能說流利的阿拉伯語及英語，也精通法語。2009年2月23日，朱達出任為時任約旦首相Nader Dahabi內閣的外交及僑務部大臣，並繼續留任成為不同首相的外交大臣。
他父親是一名巴勒斯坦裔的約旦前部長。其前岳父哈桑是約旦皇室的成員之一。他前任妻子為蘇瑪雅公主，兩人育有四名子女。

## 荣誉

### 外国勋章奖章
- 旭日大绶章（日本，2019年5月21日公布[5]）